# Донник, Ирина Михайловна
Ирина Михайловна Донник (род. 2 июня 1955 года, Свердловск) — российский учёный-ветеринар. Академик РАН (2013), РАСХН (2010), вице-президент РАН по сельскохозяйственным наукам в 2017—22 гг.. С 2011 по 2017 год ректор Уральского государственного аграрного университета. В 2005—2010 годах директор Уральского научно-исследовательского ветеринарного института. Иностранный член НАН Беларуси (2021).

## Биография
Окончила Свердловский сельскохозяйственный институт (1978).
С 1979 по 1999 годы работала преподавателем, ассистентом, доцентом кафедры хирургии и акушерства Свердловского СХИ. В 1986 году защитила кандидатскую диссертацию «Обмен азотистых веществ в пищеварительной системе у овец при введении карбоксилина и гормонов коры надпочечников».
С 1990 по 2004 годы работала в Уральском государственном аграрном университете, пройдя путь от старшего научного сотрудника до проректора по учебной работе. В 1997 году защитила докторскую диссертацию «Биологические особенности и устойчивость к лейкозу крупного рогатого скота в различных экологических условиях Урала», в 1999 году ей было присвоено учёное звание профессора.
С 2005 по 2010 годы — директор Уральского научно-исследовательского ветеринарного института. Почетный работник высшего профессионального образования РФ (2005).
В 2011—2017 годах — ректор Уральского государственного аграрного университета.
17 февраля 2010 года избрана академиком РАСХН, в сентябре 2013 года стала академиком РАН (в рамках присоединения РАСХН к РАН).
Вице-президент Российской академии наук с 28 сентября 2017 года по 22 сентября 2022 года, член Бюро Межакадемического совета по проблемам развития Союзного государства (с 2018).

## Научная и общественная деятельность
Видный ученый в области ветеринарной экологии и лейкозологии.
Внесла значительный вклад в решение вопросов профилактики и лечения болезней животных в экологически неблагополучных территориях, подверженных значительному воздействию от выбросов промышленных предприятий.
Основные направления научной работы: разработки в области клинической иммунологии и онкологии животных, радиологии и экологического мониторинга агропромышленных предприятий, направленных на повышение устойчивости к инфекционным и другим заболеваниям животных.
Разработала методику картирования сельскохозяйственных угодий и технологию содержания высокопродуктивного скота в зоне с повышенным загрязнением радионуклидами и промышленными выбросами.
Академик Российской экологической академии, Международной академии аграрного образования и Российской академии естественных наук.
Автор более 350 научных трудов, в том числе 14 монографий, 20 научных пособий, 20 рекомендаций. Имеет 18 патентов на изобретения.
Под её руководством защищены 26 кандидатских и докторских диссертаций.

## Избранные работы
- Система ведения сельского хозяйства Свердловской области / соавт.: А. Н. Семин и др. — Екатеринбург: Изд-во Урал. ГСХА, 2000. — 492 с.
- Экология и здоровье животных / соавт. П. Н. Смирнов. — Екатеринбург, 2001. — 362 с.
- Санитарно-профилактические работы в птицеводческих хозяйствах /соавт. А. М. Смирнов; Всерос. НИИ вет. санитарии, гигиены и экологии. — Екатеринбург: Изд. дом Урал. ГСХА, 2004. — 139 с.
- Эколого-биологические особенности лошадей промышленных территорий / соавт. А. А. Пастернак. — Екатеринбург: Академкнига, 2004. — 251 с.
- Экотоксиканты в растительных и пищевых цепях. — Екатеринбург: Урал. изд-во, 2007. — 179 с.

## Награды
- Орден Дружбы (28 декабря 2020) — за большой вклад в развитие науки и многолетнюю добросовестную работу[1]
- Почётный гражданин Свердловской области (2 ноября 2020) — за выдающиеся достижения в научной сфере жизни общества, способствовавшие укреплению и развитию Свердловской области[2]
- Национальная ветеринарная премия «Золотой скальпель» (31 марта 2021) — Научная статья года (Коронавирусные инфекции животных: будущие риски для человека. Известия РАН. Серия биологическая)[3]
- Медаль имени Л.К. Эрнста (УрО РАН, 15 июня 2016) — за цикл работ «Система эколого-биологического мониторинга аграрного производства и получения качественного сельскохозяйственного сырья и продуктов питания в Уральском регионе»